# Ik zing dit lied voor jou alleen
Ik zing dit lied voor jou alleen is een nummer 1-hit in de Nederlandse Top 40 en de Mega Top 100 van de destijds elfjarige zanger Jantje Smit.

## Ontstaan
Het nummer is een cover van Ich zeige dir mein Paradies uit 1978 van het Duitse kindsterretje Andrea Jürgens, dat destijds ook elf jaar was.
Smit droeg het lied op aan zijn overleden oma. In het nummer komen de herinneringen naar boven aan de dingen die ze samen deden en het verdriet dat hij heeft na haar overlijden.
De single kwam in april 1997 binnen op nummer 1 in de Top 40. In de Mega Top 100 deed hij daar 3 weken over. Ook in Vlaanderen was het een nummer 1-hit.

## Trivia
Ome Henk & Jantje hadden een hit met de parodie Ik zing dit lied voor Ome Henk.

## Hitnotering
| "Ik zing dit lied voor jou alleen" in de Nederlandse Top 40 - binnen 12-04-1997 | "Ik zing dit lied voor jou alleen" in de Nederlandse Top 40 - binnen 12-04-1997 | "Ik zing dit lied voor jou alleen" in de Nederlandse Top 40 - binnen 12-04-1997 | "Ik zing dit lied voor jou alleen" in de Nederlandse Top 40 - binnen 12-04-1997 | "Ik zing dit lied voor jou alleen" in de Nederlandse Top 40 - binnen 12-04-1997 | "Ik zing dit lied voor jou alleen" in de Nederlandse Top 40 - binnen 12-04-1997 | "Ik zing dit lied voor jou alleen" in de Nederlandse Top 40 - binnen 12-04-1997 | "Ik zing dit lied voor jou alleen" in de Nederlandse Top 40 - binnen 12-04-1997 | "Ik zing dit lied voor jou alleen" in de Nederlandse Top 40 - binnen 12-04-1997 | "Ik zing dit lied voor jou alleen" in de Nederlandse Top 40 - binnen 12-04-1997 | "Ik zing dit lied voor jou alleen" in de Nederlandse Top 40 - binnen 12-04-1997 | "Ik zing dit lied voor jou alleen" in de Nederlandse Top 40 - binnen 12-04-1997 | "Ik zing dit lied voor jou alleen" in de Nederlandse Top 40 - binnen 12-04-1997 | "Ik zing dit lied voor jou alleen" in de Nederlandse Top 40 - binnen 12-04-1997 | "Ik zing dit lied voor jou alleen" in de Nederlandse Top 40 - binnen 12-04-1997 | "Ik zing dit lied voor jou alleen" in de Nederlandse Top 40 - binnen 12-04-1997 | "Ik zing dit lied voor jou alleen" in de Nederlandse Top 40 - binnen 12-04-1997 |
| Week                                                                            | 1                                                                               | 2                                                                               | 3                                                                               | 4                                                                               | 5                                                                               | 6                                                                               | 7                                                                               | 8                                                                               | 9                                                                               | 10                                                                              | 11                                                                              | 12                                                                              | 13                                                                              | 14                                                                              | 15                                                                              |                                                                                 |
| ------------------------------------------------------------------------------- | ------------------------------------------------------------------------------- | ------------------------------------------------------------------------------- | ------------------------------------------------------------------------------- | ------------------------------------------------------------------------------- | ------------------------------------------------------------------------------- | ------------------------------------------------------------------------------- | ------------------------------------------------------------------------------- | ------------------------------------------------------------------------------- | ------------------------------------------------------------------------------- | ------------------------------------------------------------------------------- | ------------------------------------------------------------------------------- | ------------------------------------------------------------------------------- | ------------------------------------------------------------------------------- | ------------------------------------------------------------------------------- | ------------------------------------------------------------------------------- | ------------------------------------------------------------------------------- |
| Nummer                                                                          | 1                                                                               | 1                                                                               | 1                                                                               | 1                                                                               | 1                                                                               | 1                                                                               | 1                                                                               | 2                                                                               | 6                                                                               | 10                                                                              | 18                                                                              | 21                                                                              | 23                                                                              | 29                                                                              | 35                                                                              | uit                                                                             |

| "Ik zing dit lied voor jou alleen" in de Nederlandse Single Top 100 - binnen: 05-04-1997 | "Ik zing dit lied voor jou alleen" in de Nederlandse Single Top 100 - binnen: 05-04-1997 | "Ik zing dit lied voor jou alleen" in de Nederlandse Single Top 100 - binnen: 05-04-1997 | "Ik zing dit lied voor jou alleen" in de Nederlandse Single Top 100 - binnen: 05-04-1997 | "Ik zing dit lied voor jou alleen" in de Nederlandse Single Top 100 - binnen: 05-04-1997 | "Ik zing dit lied voor jou alleen" in de Nederlandse Single Top 100 - binnen: 05-04-1997 | "Ik zing dit lied voor jou alleen" in de Nederlandse Single Top 100 - binnen: 05-04-1997 | "Ik zing dit lied voor jou alleen" in de Nederlandse Single Top 100 - binnen: 05-04-1997 | "Ik zing dit lied voor jou alleen" in de Nederlandse Single Top 100 - binnen: 05-04-1997 | "Ik zing dit lied voor jou alleen" in de Nederlandse Single Top 100 - binnen: 05-04-1997 | "Ik zing dit lied voor jou alleen" in de Nederlandse Single Top 100 - binnen: 05-04-1997 | "Ik zing dit lied voor jou alleen" in de Nederlandse Single Top 100 - binnen: 05-04-1997 | "Ik zing dit lied voor jou alleen" in de Nederlandse Single Top 100 - binnen: 05-04-1997 | "Ik zing dit lied voor jou alleen" in de Nederlandse Single Top 100 - binnen: 05-04-1997 | "Ik zing dit lied voor jou alleen" in de Nederlandse Single Top 100 - binnen: 05-04-1997 | "Ik zing dit lied voor jou alleen" in de Nederlandse Single Top 100 - binnen: 05-04-1997 | "Ik zing dit lied voor jou alleen" in de Nederlandse Single Top 100 - binnen: 05-04-1997 | "Ik zing dit lied voor jou alleen" in de Nederlandse Single Top 100 - binnen: 05-04-1997 | "Ik zing dit lied voor jou alleen" in de Nederlandse Single Top 100 - binnen: 05-04-1997 | "Ik zing dit lied voor jou alleen" in de Nederlandse Single Top 100 - binnen: 05-04-1997 | "Ik zing dit lied voor jou alleen" in de Nederlandse Single Top 100 - binnen: 05-04-1997 | "Ik zing dit lied voor jou alleen" in de Nederlandse Single Top 100 - binnen: 05-04-1997 |
| Week                                                                                     | 1                                                                                        | 2                                                                                        | 3                                                                                        | 4                                                                                        | 5                                                                                        | 6                                                                                        | 7                                                                                        | 8                                                                                        | 9                                                                                        | 10                                                                                       | 11                                                                                       | 12                                                                                       | 13                                                                                       | 14                                                                                       | 15                                                                                       | 16                                                                                       | 17                                                                                       | 18                                                                                       | 19                                                                                       | 20                                                                                       |                                                                                          |
| ---------------------------------------------------------------------------------------- | ---------------------------------------------------------------------------------------- | ---------------------------------------------------------------------------------------- | ---------------------------------------------------------------------------------------- | ---------------------------------------------------------------------------------------- | ---------------------------------------------------------------------------------------- | ---------------------------------------------------------------------------------------- | ---------------------------------------------------------------------------------------- | ---------------------------------------------------------------------------------------- | ---------------------------------------------------------------------------------------- | ---------------------------------------------------------------------------------------- | ---------------------------------------------------------------------------------------- | ---------------------------------------------------------------------------------------- | ---------------------------------------------------------------------------------------- | ---------------------------------------------------------------------------------------- | ---------------------------------------------------------------------------------------- | ---------------------------------------------------------------------------------------- | ---------------------------------------------------------------------------------------- | ---------------------------------------------------------------------------------------- | ---------------------------------------------------------------------------------------- | ---------------------------------------------------------------------------------------- | ---------------------------------------------------------------------------------------- |
| Nummer                                                                                   | 29                                                                                       | 7                                                                                        | 1                                                                                        | 1                                                                                        | 1                                                                                        | 1                                                                                        | 1                                                                                        | 2                                                                                        | 3                                                                                        | 5                                                                                        | 6                                                                                        | 12                                                                                       | 16                                                                                       | 22                                                                                       | 26                                                                                       | 30                                                                                       | 45                                                                                       | 52                                                                                       | 68                                                                                       | 84                                                                                       | uit                                                                                      |

| "Ik zing dit lied voor jou alleen" in de Vlaamse Ultratop 50 - binnen: 10-05-1997 | "Ik zing dit lied voor jou alleen" in de Vlaamse Ultratop 50 - binnen: 10-05-1997 | "Ik zing dit lied voor jou alleen" in de Vlaamse Ultratop 50 - binnen: 10-05-1997 | "Ik zing dit lied voor jou alleen" in de Vlaamse Ultratop 50 - binnen: 10-05-1997 | "Ik zing dit lied voor jou alleen" in de Vlaamse Ultratop 50 - binnen: 10-05-1997 | "Ik zing dit lied voor jou alleen" in de Vlaamse Ultratop 50 - binnen: 10-05-1997 | "Ik zing dit lied voor jou alleen" in de Vlaamse Ultratop 50 - binnen: 10-05-1997 | "Ik zing dit lied voor jou alleen" in de Vlaamse Ultratop 50 - binnen: 10-05-1997 | "Ik zing dit lied voor jou alleen" in de Vlaamse Ultratop 50 - binnen: 10-05-1997 | "Ik zing dit lied voor jou alleen" in de Vlaamse Ultratop 50 - binnen: 10-05-1997 | "Ik zing dit lied voor jou alleen" in de Vlaamse Ultratop 50 - binnen: 10-05-1997 | "Ik zing dit lied voor jou alleen" in de Vlaamse Ultratop 50 - binnen: 10-05-1997 | "Ik zing dit lied voor jou alleen" in de Vlaamse Ultratop 50 - binnen: 10-05-1997 | "Ik zing dit lied voor jou alleen" in de Vlaamse Ultratop 50 - binnen: 10-05-1997 | "Ik zing dit lied voor jou alleen" in de Vlaamse Ultratop 50 - binnen: 10-05-1997 | "Ik zing dit lied voor jou alleen" in de Vlaamse Ultratop 50 - binnen: 10-05-1997 | "Ik zing dit lied voor jou alleen" in de Vlaamse Ultratop 50 - binnen: 10-05-1997 | "Ik zing dit lied voor jou alleen" in de Vlaamse Ultratop 50 - binnen: 10-05-1997 | "Ik zing dit lied voor jou alleen" in de Vlaamse Ultratop 50 - binnen: 10-05-1997 | "Ik zing dit lied voor jou alleen" in de Vlaamse Ultratop 50 - binnen: 10-05-1997 | "Ik zing dit lied voor jou alleen" in de Vlaamse Ultratop 50 - binnen: 10-05-1997 | "Ik zing dit lied voor jou alleen" in de Vlaamse Ultratop 50 - binnen: 10-05-1997 | "Ik zing dit lied voor jou alleen" in de Vlaamse Ultratop 50 - binnen: 10-05-1997 |
| Week                                                                              | 1                                                                                 | 2                                                                                 | 3                                                                                 | 4                                                                                 | 5                                                                                 | 6                                                                                 | 7                                                                                 | 8                                                                                 | 9                                                                                 | 10                                                                                | 11                                                                                | 12                                                                                | 13                                                                                | 14                                                                                | 15                                                                                | 16                                                                                | 17                                                                                | 18                                                                                | 19                                                                                | 20                                                                                | 21                                                                                |                                                                                   |
| --------------------------------------------------------------------------------- | --------------------------------------------------------------------------------- | --------------------------------------------------------------------------------- | --------------------------------------------------------------------------------- | --------------------------------------------------------------------------------- | --------------------------------------------------------------------------------- | --------------------------------------------------------------------------------- | --------------------------------------------------------------------------------- | --------------------------------------------------------------------------------- | --------------------------------------------------------------------------------- | --------------------------------------------------------------------------------- | --------------------------------------------------------------------------------- | --------------------------------------------------------------------------------- | --------------------------------------------------------------------------------- | --------------------------------------------------------------------------------- | --------------------------------------------------------------------------------- | --------------------------------------------------------------------------------- | --------------------------------------------------------------------------------- | --------------------------------------------------------------------------------- | --------------------------------------------------------------------------------- | --------------------------------------------------------------------------------- | --------------------------------------------------------------------------------- | --------------------------------------------------------------------------------- |
| Nummer                                                                            | 24                                                                                | 9                                                                                 | 4                                                                                 | 1                                                                                 | 1                                                                                 | 2                                                                                 | 2                                                                                 | 2                                                                                 | 2                                                                                 | 3                                                                                 | 5                                                                                 | 5                                                                                 | 6                                                                                 | 10                                                                                | 12                                                                                | 20                                                                                | 25                                                                                | 30                                                                                | 37                                                                                | 43                                                                                | 48                                                                                | uit                                                                               |

### NPO Radio 2 Top 2000
| Nummer met noteringen in de NPO Radio 2 Top 2000 | '07  | '08-'10 | '11  |
| ------------------------------------------------ | ---- | ------- | ---- |
| Ik zing dit lied voor jou alleen                 | 1304 | -       | 1930 |

1. ↑  Een '-' betekent dat het nummer niet was genoteerd en een vetgedrukt getal geeft de hoogste notering aan.
2. ↑  2007 was het eerste jaar met een notering voor dit nummer.
3. ↑  Deze tabel is bijgewerkt tot en met de laatste editie (2024).